# Chris Klein
Frederik Christopher " Chris " Klein (født 14. marts 1979) er en amerikansk filmskuespiller. Han er måske bedst kendt for at spille Chris "Oz" Ostreicher i filmen American Pie fra 1999. Han har også medvirket i ungdomsfilmene Just Friends (2005) and American Dreamz (2006).